# 城西 (名古屋市)
城西（じょうさい）は、愛知県名古屋市西区の地名。現行行政地名は城西一丁目から城西五丁目。住居表示実施。

## 地理
名古屋市西区南東部に位置する。西は浅間一丁目・花の木一丁目〜同三丁目、南は幅下一丁目、北は上名古屋一丁目・同二丁目に接する。

## 歴史

### 町名の由来
当地が名古屋城の北西に位置することによる。

### 沿革
- 1980年（昭和55年）10月12日 - 西区城西二丁目が北野町・江川町・江川端町・江中町・紙漉町・北鷹匠町・台所町の各一部、城西三丁目が俵町の全域および江中町・紙漉町・北鷹匠町・江川端町・数寄屋町・台所町・樋ノ口町・前ノ川町の各一部、城西四丁目が江川端町・上仲町・五平蔵町・泥町・吹出町・江川横町・新屋敷町・庭町・前ノ川町・山神町の各一部、城西五丁目が上仲町・上名古屋町・五平蔵町・数寄屋町・手木町・泥町・深井町・吹出町・前ノ川町・山神町の各一部によりそれぞれ成立した[1]。
- 1981年（昭和56年）8月23日 - 西区城西一丁目が江川町・塩町・浅間町・堀詰町・南鷹匠町の各一部により成立し、二丁目に江川町・塩町・堀詰町・南鷹匠町の各一部が編入される[1]。

## 世帯数と人口
2019年（平成31年）2月1日現在の世帯数と人口は以下の通りである。
| 丁目       | 世帯数    | 人口    |
| ---------- | --------- | ------- |
| 城西一丁目 | 346世帯   | 542人   |
| 城西二丁目 | 672世帯   | 1,305人 |
| 城西三丁目 | 539世帯   | 1,102人 |
| 城西四丁目 | 751世帯   | 1,563人 |
| 城西五丁目 | 722世帯   | 1,522人 |
| 計         | 3,030世帯 | 6,034人 |

### 人口の変遷
国勢調査による人口の推移
| 1995年（平成7年）  | 5,730人 | [ WEB 6 ]  |  |
| 2000年（平成12年） | 5,739人 | [ WEB 7 ]  |  |
| 2005年（平成17年） | 5,538人 | [ WEB 8 ]  |  |
| 2010年（平成22年） | 5,526人 | [ WEB 9 ]  |  |
| 2015年（平成27年） | 6,058人 | [ WEB 10 ] |  |

## 学区
市立小・中学校に通う場合、学校等は以下の通りとなる。また、公立高等学校に通う場合の学区は以下の通りとなる。なお、小・中学校は学校選択制度を導入しておらず、番毎で各学校に指定されている。
| 丁目       | 小学校                                        | 中学校                                    | 高等学校 |
| ---------- | --------------------------------------------- | ----------------------------------------- | -------- |
| 城西一丁目 | 名古屋市立なごや小学校 名古屋市立城西小学校   | 名古屋市立菊井中学校 名古屋市立浄心中学校 | 尾張学区 |
| 城西二丁目 | 名古屋市立城西小学校                          | 名古屋市立浄心中学校                      | 尾張学区 |
| 城西三丁目 | 名古屋市立城西小学校                          | 名古屋市立浄心中学校                      | 尾張学区 |
| 城西四丁目 | 名古屋市立城西小学校                          | 名古屋市立浄心中学校                      | 尾張学区 |
| 城西五丁目 | 名古屋市立上名古屋小学校 名古屋市立城西小学校 | 名古屋市立浄心中学校                      | 尾張学区 |

## 交通
- 名古屋市営地下鉄鶴舞線浄心駅[2]

## 施設

### 城西一丁目
- 城西県税事務所[2]
- 日本年金機構名古屋西年金事務所[2]
- 城西南公園

1983年（昭和58年）4月1日供用開始。

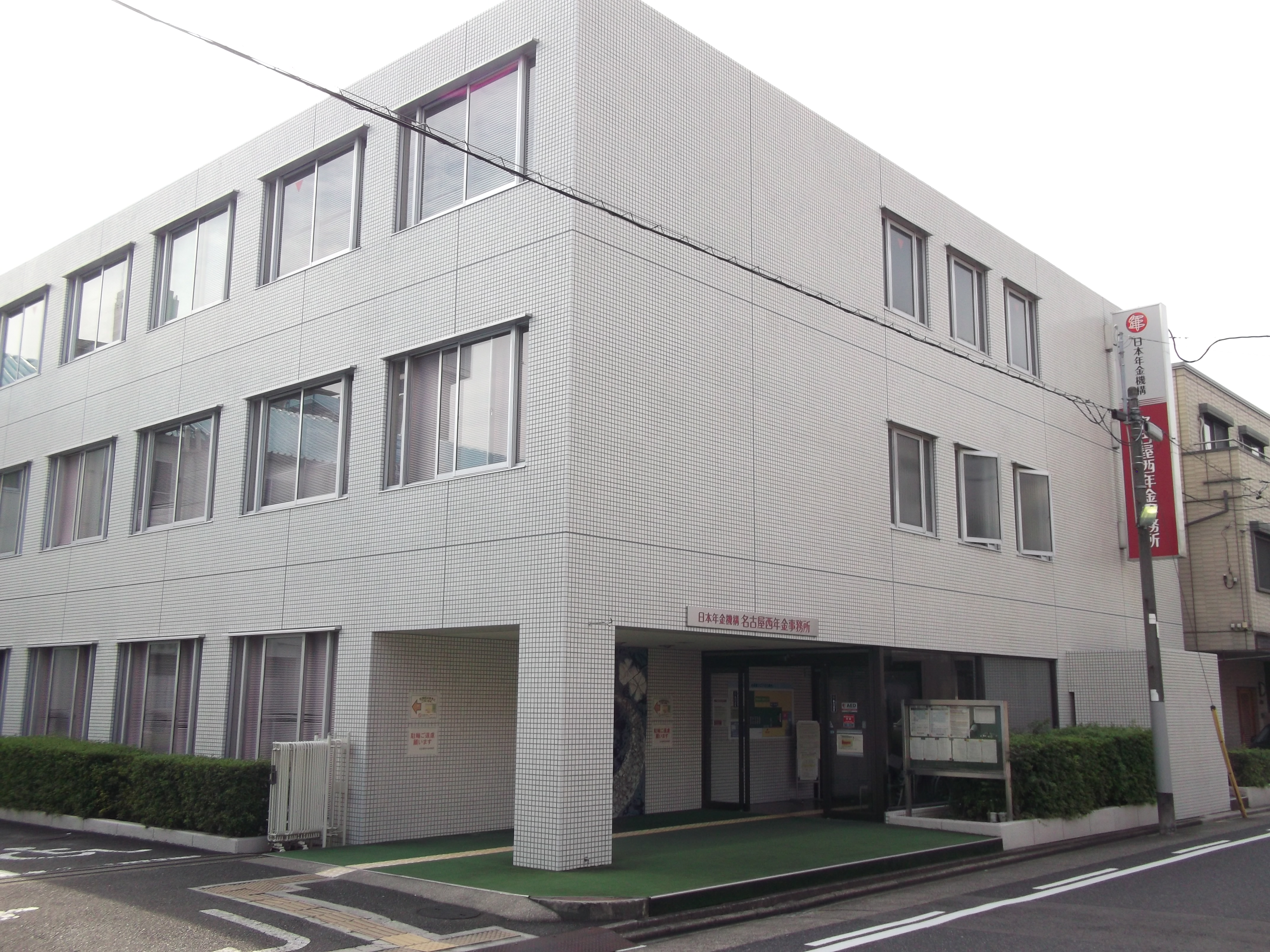
日本年金機構名古屋西年金事務所
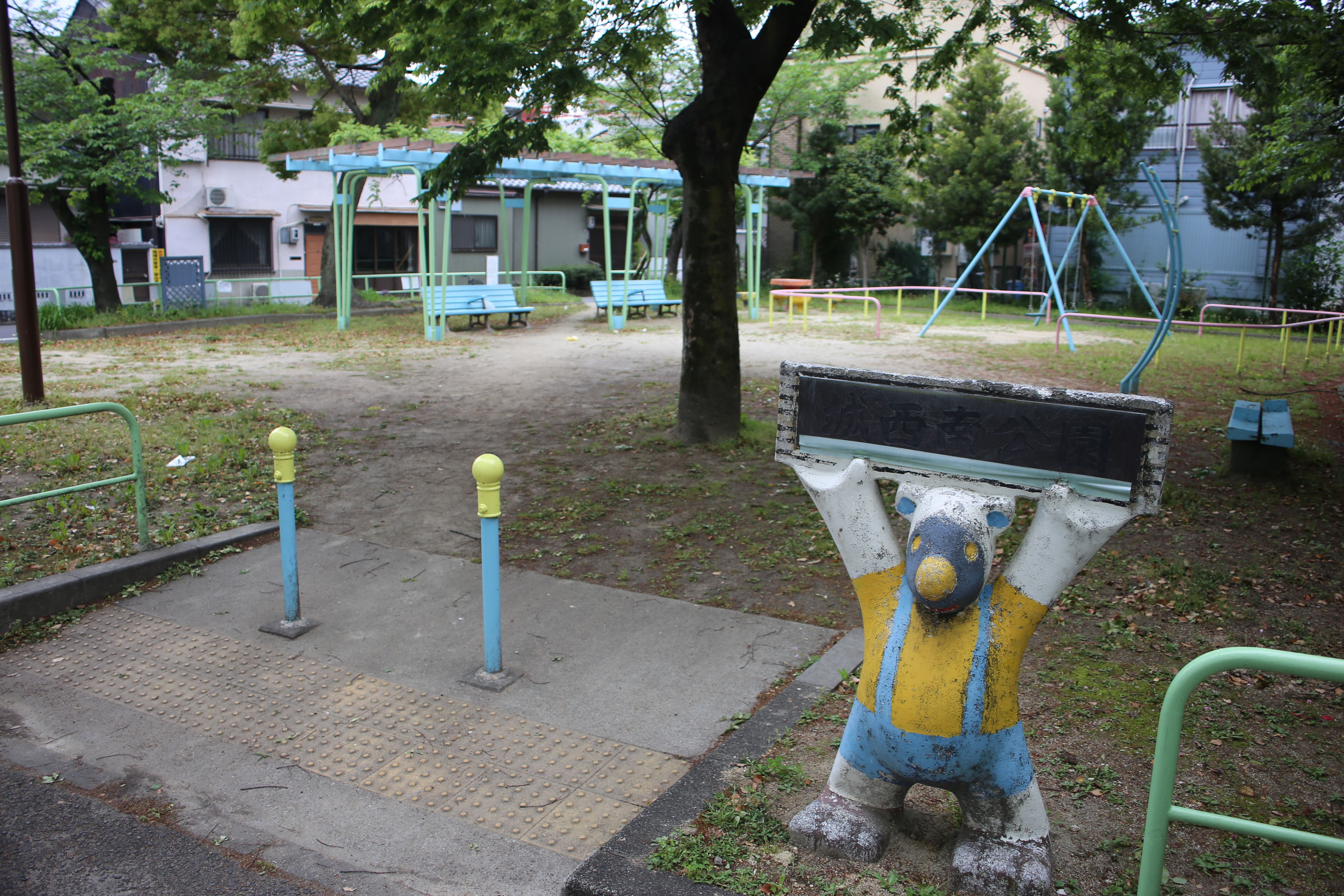
城西南公園

### 城西二丁目

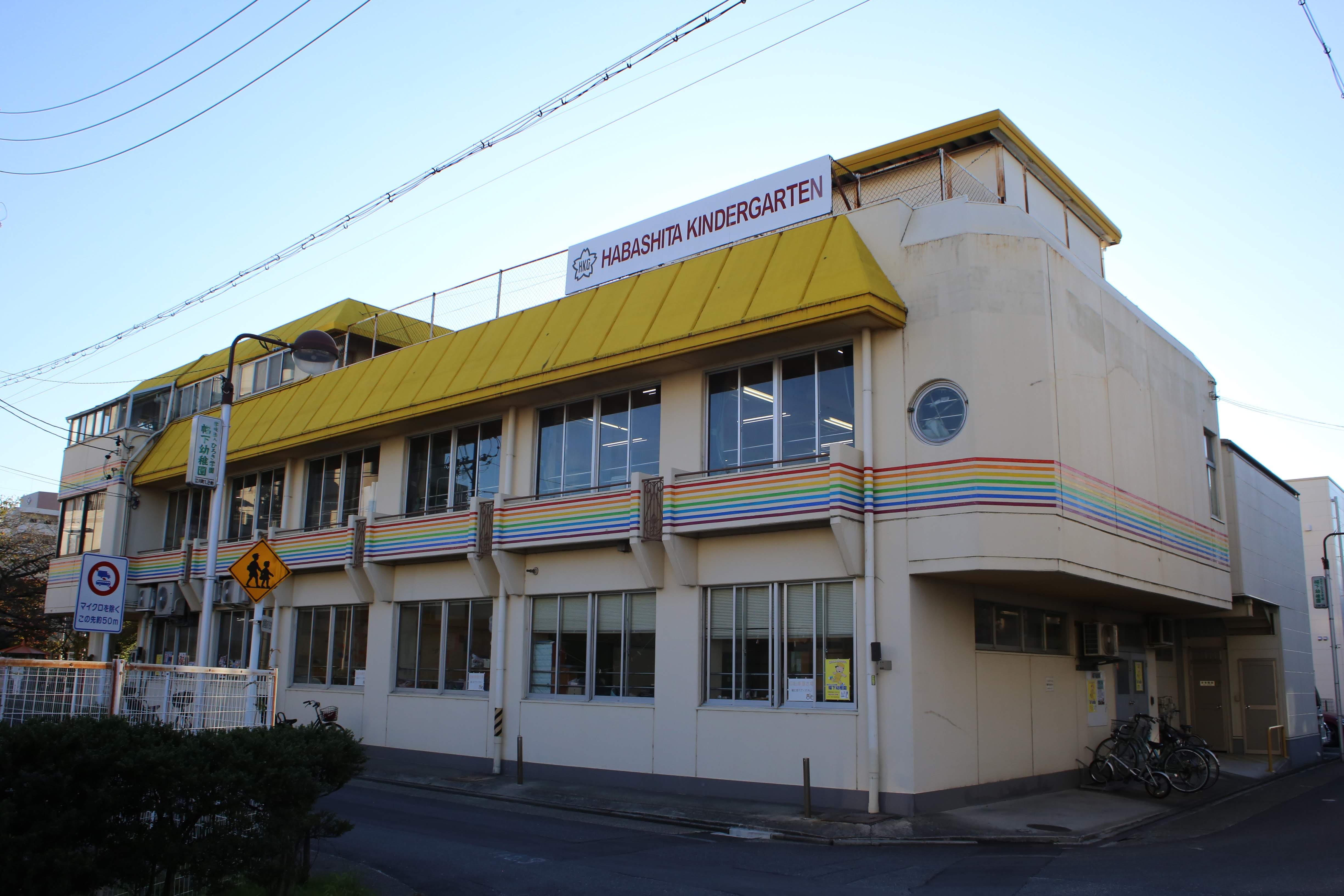
幅下幼稚園
- 天台宗門宗豊鶴院[2]
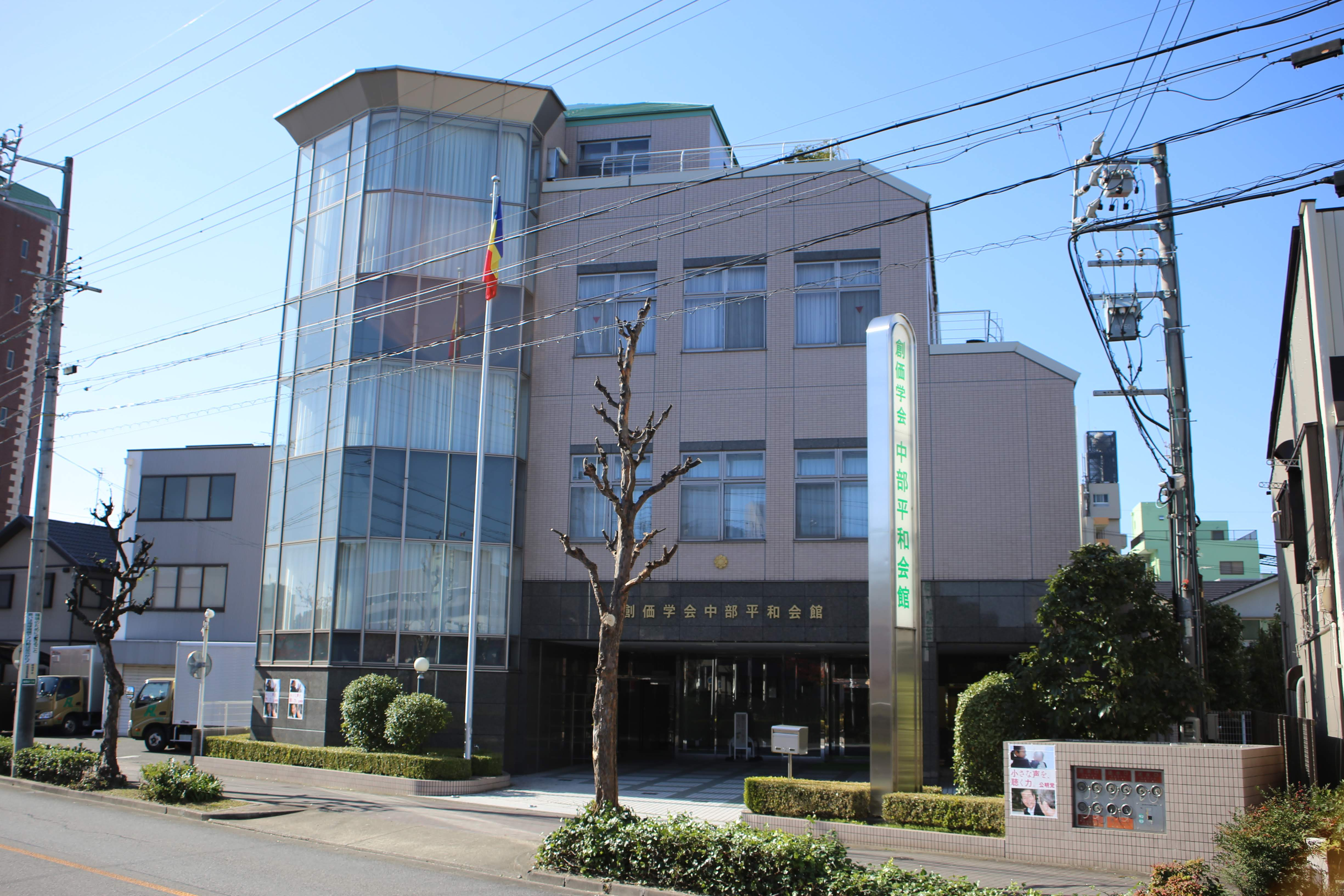
創価学会中部平和会館
- 鷹匠公園

1963年（昭和38年）4月1日供用開始。
- 紙漉南公園

1980年（昭和55年）4月1日供用開始。
- 北野公園

1982年（昭和57年）4月1日供用開始。
- 幅下幼稚園
- 創価学会中部平和会館

### 城西三丁目
- 名古屋市立城西小学校[2]
- 西城幼稚園[2]

学校法人西岡学園の運営による私立幼稚園。1950年（昭和25年）9月、当時西区紙漉町と称していた当地において、西城幼稚園として設置。1955年（昭和30年）1月、学校法人西岡学園が認可され、同西城幼稚園となる。1964年（昭和39年）3月には、園舎新築工事中に弥生土器が出土し、のち紙漉町遺跡として指定されることとなった。
- 西土木事務所[2]
- 名古屋市上下水道局西業務所[2]
- 浄土宗西山禅林寺派西光寺[2]
- 真宗大谷派円満寺[2]
- たわらどんぐりひろば
- 紙漉公園

1963年（昭和38年）4月1日供用開始。
- 城西公園

1956年（昭和31年）10月15日供用開始。
- 上宿第一公園

1980年（昭和55年）4月1日供用開始。
- 名交病院

1954年（昭和29年）5月15日に当時俵町3-13と称していた場所において開院した病院で、名古屋市交通局の健康保険組合により運営された。資金不足により運営継続困難とされ、1971年（昭和46年）3月31日をもって廃止。
- 名古屋市立西養護学校（移転）[2]

名交病院跡地に開校した養護学校（当時、特別支援学校）で、後に中川区に移転。
- 名古屋市子ども適応相談センター

西養護学校移転後設置。

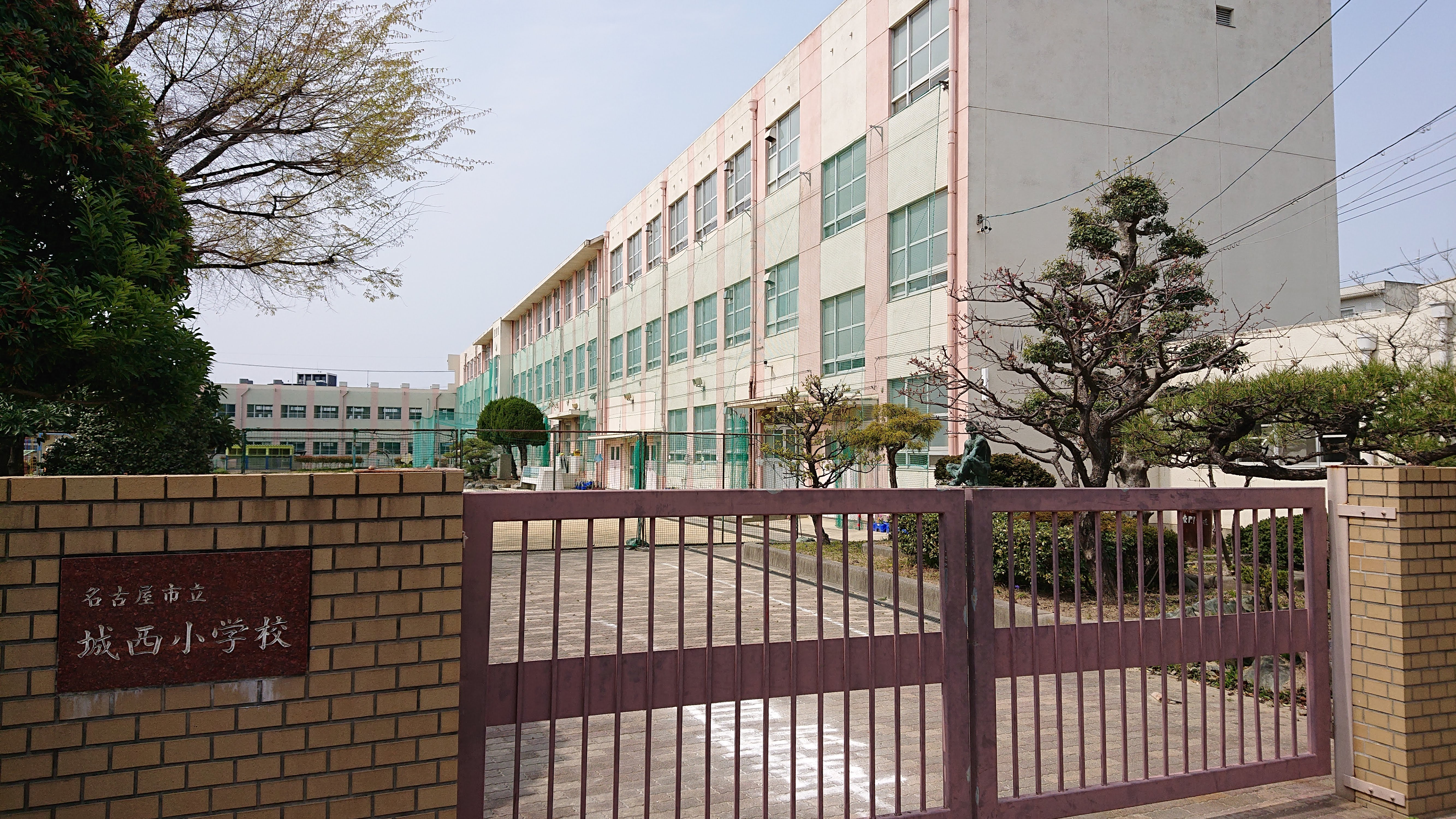
名古屋市立城西小学校（2019年3月）
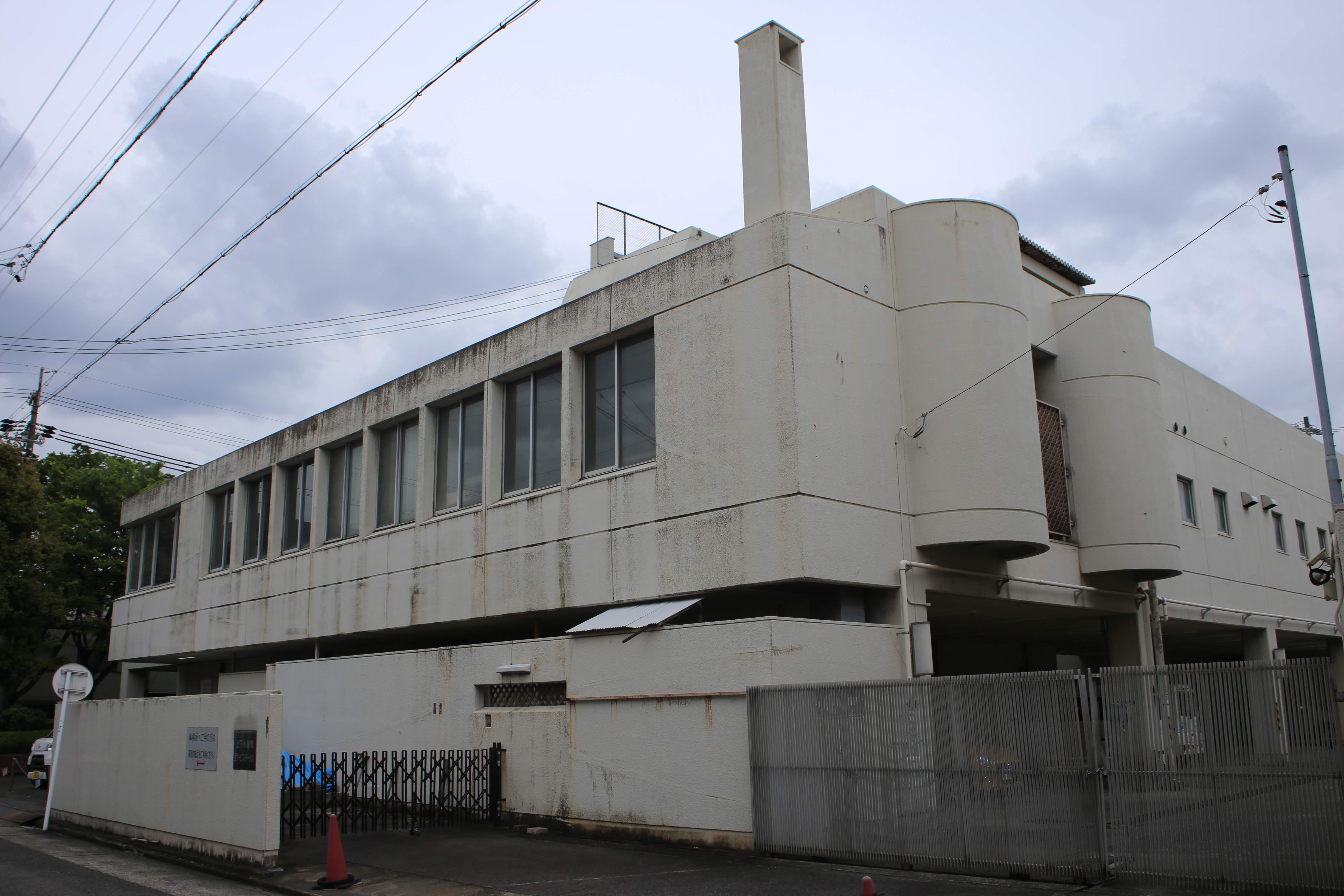
名古屋市上下水道局西サービスステーション（2019年4月）
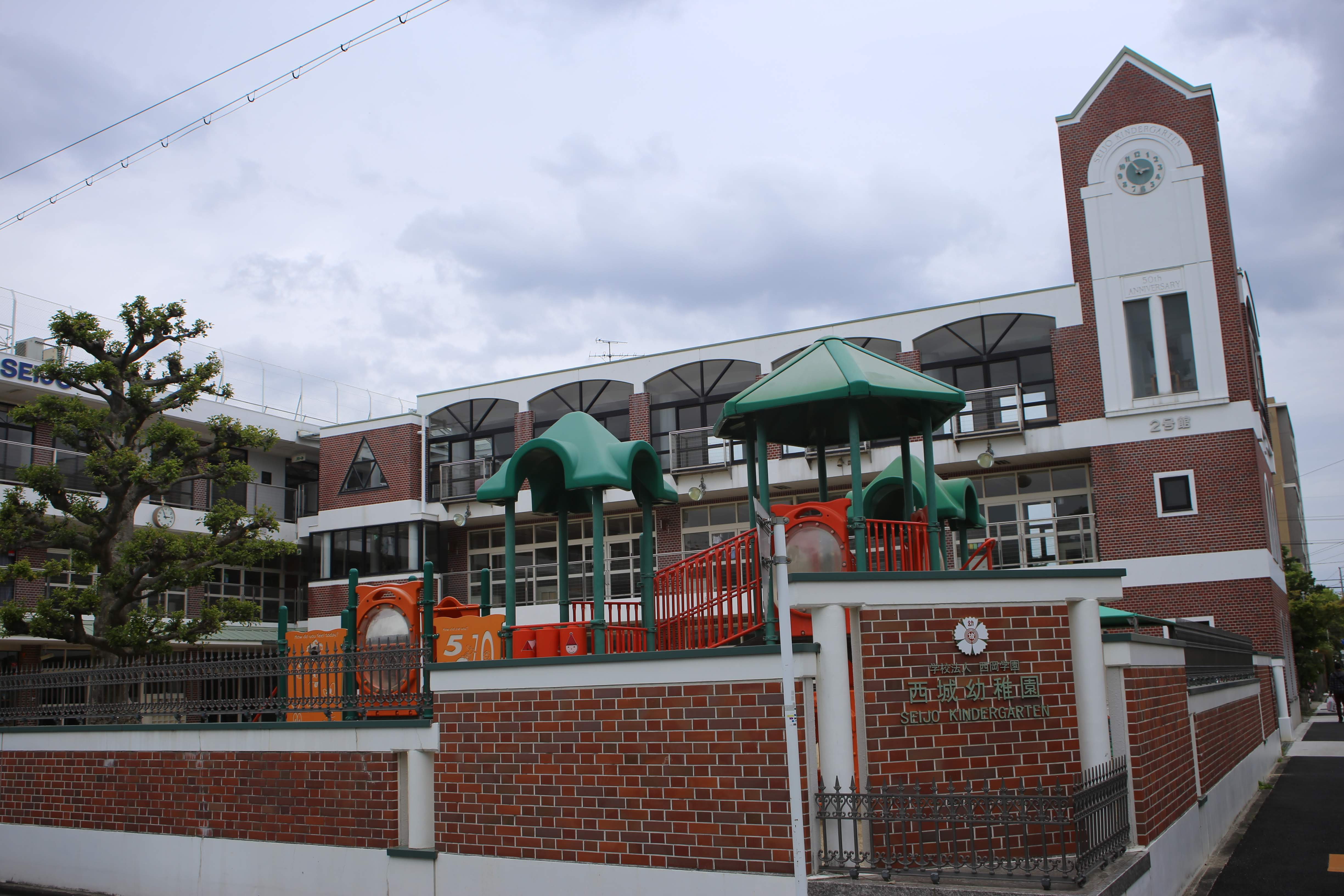
西城幼稚園（2019年4月）

### 城西四丁目
- 西区休日急病診療所[2]
- 真宗大谷派明導寺[2]
- 浄心郵便局[2]
- 新屋敷公園

1956年（昭和31年）10月15日供用開始。
- 上宿第二公園

1982年（昭和57年）4月1日供用開始。

### 城西五丁目

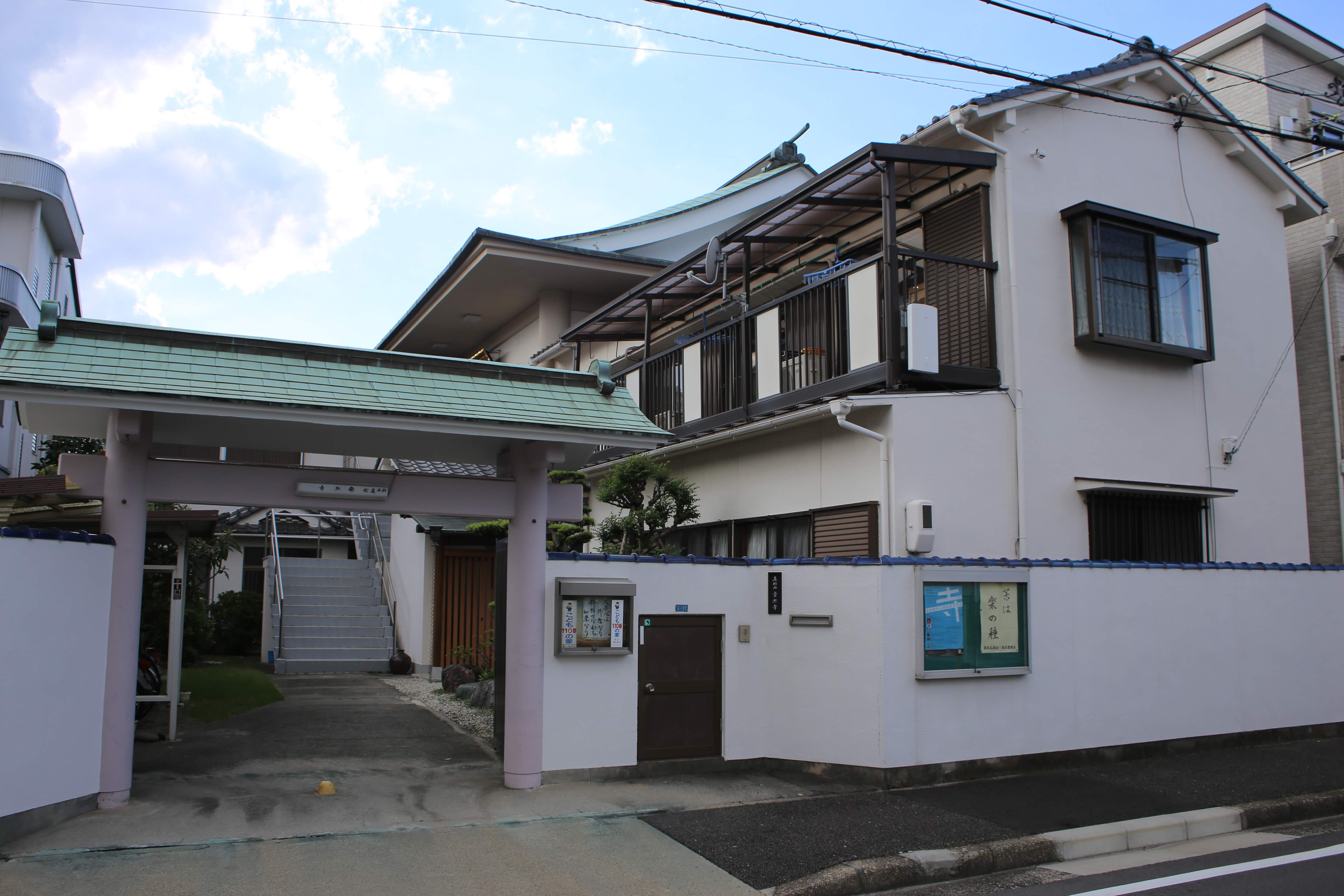
常照寺

- 真宗大谷派常照寺[2]
- 木曽御岳本教八海山一心教会[2]
- 天理教飛安分教会[2]
- 山神公園

1956年（昭和31年）10月15日供用開始。
- 深井東公園

1982年（昭和57年）4月1日供用開始。
- おてこ公園

1986年（昭和61年）11月1日供用開始。
- 深井西公園

1986年（昭和61年）11月1日供用開始。
- 常照寺

## 人物
- 岡田啓[3]
- 鈴木朖[3]
- 豊竹呂昇[3]

## その他

### 日本郵便
- 郵便番号 : 451-0031[WEB 3]（集配局：名古屋西郵便局[WEB 15]）。

### WEB
1. 1 2  “愛知県名古屋市西区の町丁・字一覧”.   人口統計ラボ. 2017年4月8日閲覧。
2. 1 2  “町・丁目(大字)別、年齢(10歳階級)別公簿人口(全市・区別)”.   名古屋市 (2019年2月20日). 2019年3月10日閲覧。
3. 1 2  “郵便番号”.  日本郵便. 2019年3月10日閲覧。
4. ↑  “市外局番の一覧”.   総務省. 2019年1月6日閲覧。
5. ↑  名古屋市役所市民経済局地域振興部住民課町名表示係 (2015年10月21日). “西区の町名一覧”.   名古屋市. 2017年8月7日閲覧。
6. ↑  総務省統計局 (2014年3月28日). “平成7年国勢調査の調査結果(e-Stat) - 男女別人口及び世帯数 －町丁・字等” (CSV). 2019年4月27日閲覧。
7. ↑  総務省統計局 (2014年5月30日). “平成12年国勢調査の調査結果(e-Stat) - 男女別人口及び世帯数 －町丁・字等” (CSV). 2019年4月27日閲覧。
8. ↑  総務省統計局 (2014年6月27日). “平成17年国勢調査の調査結果(e-Stat) - 男女別人口及び世帯数 －町丁・字等” (CSV). 2019年4月27日閲覧。
9. ↑  総務省統計局 (2012年1月20日). “平成22年国勢調査の調査結果(e-Stat) - 男女別人口及び世帯数 －町丁・字等” (CSV). 2019年4月27日閲覧。
10. ↑  総務省統計局 (2017年1月27日). “平成27年国勢調査の調査結果(e-Stat) - 男女別人口及び世帯数 －町丁・字等” (CSV). 2019年4月27日閲覧。
11. ↑  “市立小・中学校の通学区域一覧”.   名古屋市 (2018年11月10日). 2019年1月14日閲覧。
12. ↑  “平成29年度以降の愛知県公立高等学校（全日制課程）入学者選抜における通学区域並びに群及びグループ分け案について”.   愛知県教育委員会 (2015年2月16日). 2019年1月14日閲覧。
13. 1 2 3 4 5 6 7 8 9 10 11 12 13  “都市公園の名称、位置及び区域並びに供用開始の期日” (2019年5月1日). 2019年11月3日閲覧。
14. 1 2 3 4  “輝かしい70年のあゆみ”.   学校法人西岡学園 西城幼稚園. 2020年10月14日閲覧。
15. ↑  郵便番号簿 平成29年度版 - 日本郵便. 2019年03月10日閲覧 (PDF)

### 書籍
1. 1 2 3  名古屋市計画局 1992, p. 757.
2. 1 2 3 4 5 6 7 8 9 10 11 12 13 14 15 16 17 18 19 20  「角川日本地名大辞典」編纂委員会 1989, p. 1507.
3. 1 2 3 4  名古屋市計画局 1992, p. 223.
4. ↑  名古屋市交通局50年史編集委員会 1972, pp. 447–448.
5. ↑  名古屋市交通局50年史編集委員会 1972, p. 449.